# Maagdelijke geboorte
De maagdelijke geboorte van Jezus Christus is de christelijke opvatting dat Jezus bij Maria is verwekt zonder geslachtsgemeenschap met een man. In de Rooms-Katholieke Kerk en oosters-orthodoxe kerken heeft de maagdelijkheid van Maria ook betrekking op haar leven na de bevalling. De maagdelijke geboorte van Jezus wordt met Kerstmis gevierd. Men verwart de maagdelijke geboorte vaak met de Onbevlekte Ontvangenis van Maria.

## Maagdelijke geboorte en parthogenese
Bij sommige diersoorten komt maagdelijke voortplanting (parthenogenese) voor, maar niet bij de mens. Binnen het christendom ziet men de maagdelijke geboorte als een wonder dat niet biologisch kan worden verklaard en dus niet gelijkgesteld kan worden aan maagdelijke voortplanting.

## Bijbel
De gedachte van de maagdelijke geboorte komt voor in de Bijbel. In Lucas 1:35 staat dat Jezus geboren zal worden doordat de Heilige Geest over Maria zal komen en de kracht van de Allerhoogste Maria zal overschaduwen. In Matteüs 1:20 staat dat het kind dat Maria draagt verwekt is door de heilige Geest. Volgens de evangelist is dit de vervulling van een profetie van Jesaja (Jes. 7:14) over een maagd die zwanger zou worden (Mt. 1:22-23). Hij gebruikt voor Jesaja de Griekse vertaling, waarin het woord parthenos (maagd) ondubbelzinniger is dan in het Hebreeuws.p. 76 Een aantal theologen wijst ook andere bijbelplaatsen aan die zouden verwijzen naar de maagdelijke geboorte, onder meer Joh. 1:13 en Gal. 4:4, maar hier is toch meer sprake van inlegkunde dan van exegese. Daarbij doet zich bij Joh. 1:13 het probleem voor dat er - blijkens de manuscripten - verschillende varianten van het vers in omloop waren en om die reden eigenlijk al niet als bewijs kan dienen. Galaten 4:4 stelt alleen maar dat Jezus is geboren uit een vrouw en zwijgt op de wijze waarop de conceptie plaats zou hebben gehad.p. 77 De vrijzinnige theoloog Gerhard Sevenster, die qua theologische standpunten de orthodoxie sterk nadert, spreekt in De Christologie van het Nieuwe Testament (1948) over "het volstrekte zwijgen over de maagdelijke geboorte in de overige boeken van het Nieuwe Testament."p. 71 De ontvangenisverhalen in Matteüs en Lucas onderscheiden zich van hellenistische en oud-Egyptische verhalen over de relaties tussen goden en mensen waaruit dan godszonen werden geboren. Het erotische element, dat sterk aanwezig is in de hellenistische verhalen ontbreekt volledig in ontvangenisverhalen. De heilige Geest moet in de verhalen niet worden opgevat als verwekkende partner of vader, maar als werkende kracht van Jezus' ontvangenis.

## Klassieke theologie
De maagdelijke geboorte van Jezus was tegen het einde van de 2e eeuw bestanddeel van de 'proto-orthodoxe' geloofsleer. Maar bijvoorbeeld de Ebionieten en sommige Adoptianisten verwierpen deze voorstelling. In 2e-eeuwse antichristelijke polemiek, bijvoorbeeld van Celsus, beweerde men dat Jezus eigenlijk een bastaardkind zou zijn geweest en dat christenen dat zouden hebben willen verbloemen.
Arius, die wordt beschouwd als de grootste ketter uit het vroege christendom geloofde in de maagdelijke geboorte, hetgeen deze doctrine als toetssteen voor de rechtzinnigheid op z'n minst verzwakt. Hetzelfde geldt voor Paulus van Samosata, hij accepteerde ook de maagdelijke geboorte.
Op de concilies van Nicea (325) en Constantinopel (381) krijgt de maagdelijke geboorte haar definitieve plaats in de Geloofsbelijdenis van Nicea-Constantinopel. De maagdelijke geboorte is geloofsbestanddeel van de meeste christelijke kerken gebleven.
De Rooms-Katholieke Kerk en oosters-orthodoxe kerken onderschrijven de blijvende maagdelijkheid van Maria (dus ook na de geboorte van Jezus). Zij baseren dit enerzijds op de traditie (met name de zienswijze van kerkvaders uit de eerste eeuwen zoals Origenes) en anderzijds op enkele apocriefen. De blijvende maagdelijkheid van Maria wordt door de protestante kerken niet onderschreven omdat dit niet expliciet in de Bijbel staat. Een klassieke controverse tussen protestanten en katholieken is of de "broers" van Jezus uit het evangelie broers, stiefbroers of neven waren.

## Historische kritiek
In het historisch-kritisch Bijbelonderzoek is de maagdelijke geboorte, net als de meeste wonderen uit het Nieuwe Testament, geproblematiseerd. Daarbij spelen de volgende overwegingen een rol:
- De maagdelijke geboorte komt niet voor in de vroege lagen van het Nieuwe Testament (zoals De brieven van Paulus[3]p. 77, de evangeliën volgens Marcus en Johannes[26] en Q[27]) en heeft buiten de geboorteverhalen van Matteüs en Lucas geen sporen nagelaten.[28]
- Maagdelijke geboortes en vergelijkbare wonderlijke verwekkingen komen ook voor in contemporaine verhalen over bijzondere personen.[14][29][30]
- Verscheidene Bijbelpassages lijken Jozef van Nazareth aan te wijzen als Jezus' biologische vader.[3]pp. 76–77 De genealogieën van Jezus (beschreven in Lucas 3:23–38 en Matteüs 1:1–17), die elkaar overigens tegenspreken, stellen allebei dat Jezus via Jozef in mannelijke lijn afstamde van Koning David. Ook in het verhaal van Christus in de tempel (Lucas 2:42-51) wordt naar Jozef en Maria verwezen als "zijn ouders" (2:43; in andere tekstvarianten veranderd in "Jozef en zijn moeder")[3]p. 78 en de ongeruste Maria zegt tegen Jezus: "Uw vader en ik hebben met angst in het hart naar u gezocht" (2:48).[3]p. 79 Hoe de genealogieën oorspronkelijk ook bedoeld zijn voordat zij werden opgenomen in de evangeliën, de evangelisten zelf zagen Jozef als Jezus' wettige (maar niet biologische) vader.[11]
- Er zijn manuscripten (Syrische, Oud-Latijnse)[31] die de maagdelijke geboorte lijken te relativeren.[3]p. 79[11][32]
- Volgens de historische methode is legendevorming veel aannemelijker dan dat iets onwaarschijnlijks zoals de maagdelijke geboorte echt is gebeurd.[14]

Kritische Bijbelwetenschappers verwerpen om deze redenen doorgaans de maagdelijke geboorte als historisch feit en zien de verhalen erover als legenden. De maagdelijke geboorte is een verklaring achteraf die ontstaan is uit het geloof van de vroege christenen dat Jezus de Zoon van God was. Met de maagdelijke geboorte wilden zij uitdrukken dat Jezus al vanaf het begin Zoon van God was. Barclay vindt dat de wonderbare ontvangenis van Jezus zich moeizaam verhoudt tot het waarachtig mens-zijn van Jezus Barclay wijst er wel op dat de geboorte uit de maagd wel de beste doctrinaire verklaring vormt voor leer van de zondeloosheid van Jezus, maar dat daar dan uit voort hoort te vloeien het geloof in de onbevlekte ontvangenis.p. 80

## Moderne theologie
Veel moderne theologen aanvaarden het kritische Bijbelonderzoek en verwerpen dus de maagdelijke geboorte van Jezus als historisch feit. Volgens hen gaat het niet om het biologische wonder, maar om de gedachte die erin uitgedrukt is, namelijk dat Jezus van goddelijke oorsprong is. De protestantse theoloog Hendrikus Berkhof schrijft bijvoorbeeld in zijn handboek Christelijk Geloof dat de maagdelijke geboorte "een latere verrijking van de overlevering was, om concreet uitdrukking te geven aan de belijdenis dat Jezus, de Zoon bij uitstek, niet door de mens kan worden verwekt". Berkhof betreurt bovendien dat de maagdelijke geboorte in de geloofsbelijdenissen centraal is komen te staan.
Volgens de klassieke theologie is het Zoonschap van Jezus ook niet afhankelijk van de maagdelijke geboorte.p. 79 De Rooms-katholieke theoloog Joseph Ratzinger (paus Benedictus XVI) bestrijdt in zijn boek Introduction to Christianity de opvatting dat Jezus de biologische Zoon van God is "Volgens het geloof van de kerk rust het Zoonschap van Jezus niet op het feit dat hij geen menselijke vader had. De leer van Jezus’ goddelijkheid wordt niet aangetast als Jezus het resultaat van een normaal huwelijk zou zijn geweest. Want het Zoonschap waarover het geloof spreekt is niet een biologisch maar een ontologisch feit, niet in tijd maar in Gods eeuwigheid”. Volgens deze opvatting staat aan de goddelijkheid van Christus niet in de weg dat hij een biologische vader had en dat van biologisch vaderschap van God de Vader over God de Zoon geen sprake was.
De Schotse theoloog William Barclay (1907-1978) schrijft in The Plain Man Looks at the Apostles' Creed (1967) dat men in het Jodendom stelt dat bij de geboorte van een kind altijd drie instanties betrokken zijn, de vader en de moeder, maar ook de Geest van God die op de een of andere manier betrokken is bij de conceptie.p. 85 Barclay acht het mogelijk dat Mattheüs en Lucas met hun verhalen bedoelden te zeggen dat bij de verwekking van Jezus niet alleen zijn ouders betrokken waren, maar op unieke wijze ook de Heilige Geest: "It may well be that the Holy Spirit took Joseph and acted through him, so that the Son of God should be born in the world."p. 86 Hij acht deze interpretatie meer in lijn met het Oudtestamentische denken, waar de Geest werkt door mensen die voor een speciaal doel zijn uitverkoren.
De Zwitserse theoloog Emil Brunner verwerpt de maagdelijke geboorte omdat deze z.i. in strijd is met de leer der incarnatie.

## Voetnoten
1. ↑  J. Simpson: De maagdelijke geboorte, Kok, Utrecht 2017, p. 597, stelt ten onrechte dat als een maagdelijke geboorte biologisch mogelijk is, dat niets af doet aan het wonder. Het tegendeel lijkt eerder waar: volgens bijbelse opvatting is het wonder een direct ingrijpen van God in de bestaande orde. Dus iets wat eigenlijk onmogelijk is. Als iets wetenschappelijk te verklaren is, er eenvoudigweg geen sprake meer van een wonder.
2. ↑  Het 'overschaduwen' verwijst naar Exodus 40 waar de wolk die de tabernakel overschaduwde staat voor de aanwezigheid van God onder zijn volk. Lucas lijkt hiermee de weg tot allerlei biologische speculaties over de verwekking de pas af te snijden, zie hiervoor G.C. van Niftrik: Kleine Dogmatiek, G.F. Callenbach, Nijkerk 19473, pp. 107
3. 1 2 3 4 5 6 7 8 9 10 11 12  William Barclay: The Plain Man Looks at the Apostles' Creed, Collins Fount Paperbacks 19798
4. ↑  Verg. evenwel R. Zuurmond: Niet te geloven, Skandalon, Vught 2010, p. 71. Zuurmond geeft aan dat er plaatsen zijn in de klassieke Griekse literatuur waaruit blijkt dat parthenos niet altijd de betekenis van "maagd" heeft en verwijst in een voetnoot naar de Greek-English Lexicon van Liddell & Scott, ed. 1968 etc., p. 1339.
5. 1 2 3 4 5  G. Sevenster: De Christologie van het Nieuwe Testament, Holland Uitgeversmaatschappij, A'dam, pp. 133vv.
6. ↑  William Barclay: The Plain Man Looks at the Apostles' Creed, Collins Fount Paperbacks 1979, pp. 77-78: "One Old Latin manuscript, Codex Veronensis, reads ... 'who was born not of blood ...' If the verb is in the singular, then the reference could be, and maybe, a reference to the Virgin Birth. But is must be remembered ... that it is this same Codes Veronensis which omits Luke 1.34 and substitutes for it Luke 1.38, and which in Luke 2.5 calles Mary Joseph's wife instead of betrothed."
7. ↑  A.M. Brouwer: Verzoening, Neerbosch' Boekhandel en Uitgeverij, Neerbosch 1947, p. 167, voetnoot 2
8. ↑  E. Brunner: I Believe in the Living God, (uit het Duits vert. door J. Holden,) Westminster Press, Philadelphia 1961, p. 55
9. ↑  De aanname dat, omdat Gal. 4:4 zwijgt over de maagdelijke geboorte, aan te voeren als bewijs dat hij geen weet heeft gehad van de maagdelijke geboorte, kan echter niet als bewijs worden aangevoerd, F.W.A. Korff: Christologie II, C.F. Callenbach N.V., Nijkerk 1941, p. 302
10. ↑  G. Sevenster: De Christologie van het Nieuwe Testament, Holland Uitgeversmaatschappij, A'dam, p. 136; verg. ook p. 141
11. 1 2 3 4 5  G.C. van Niftrik: Kleine Dogmatiek, G.F. Callenbach, Nijkerk 19473, pp. 101-108
12. ↑  Pogingen van Korff om op basis van het argumentum e silentio te redeneren komen weinig overtuigend over. Er worden nu allerlei schriftteksten aangehaald die misschien iets over de maagdelijke geboorte zeggen, maar kunnen in het meest gunstige geval hoogstens als indirect bewijs dienen, maar het zal toch eigenlijk niemand echt overtuigen, F.W.A. Korff: Christologie II, C.F. Callenbach N.V., Nijkerk 1941, pp. 302-303
13. ↑  Het is echter niet uit te sluiten dat de Nieuwtestamentische schrijvers - buiten Mt. en Lc. -, ondanks hun stilzwijgen over de maagdelijke geboorte in hun boeken, niet op de hoogte waren van de verhalen over de wonderbaarlijke geboorte van Jezus. Op basis van dit stilzwijgen - Argumentum e silentio - theologie bedrijven is echter volstrekt onwetenschappelijk en zal - terecht - door niemand serieus worden genomen.
14. 1 2 3 4  H. Küng: Credo, Kok, Kampen/ Altiora, Averbode 1997, pp. 47-48
15. ↑  Zie bijvoorbeeld de samenvatting van het apostolische geloof van de kerk in Irenaeus, Adversus Haereses 1.10.1.
16. ↑  Voor een overzicht van kerkelijke schrijvers in de 2e eeuw die de maagdelijke geboorte onderschreven, zie William Barclay: The Plain Man Looks at the Apostles' Creed, Collins Fount Paperbacks 1979, pp. 72-73. Het valt niet te ontkennen dat de maagdelijke geboorte reeds sinds de tweede eeuw een belangrijk leerstuk is. Hieruit kan men echter geen conclusies trekken t.a.v. van het kerygma, de geloofsprediking der apostelen. Wat wij van de oer-prediking weten kunnen we terug vinden in de Handelingen van de Apostelen en de Epistels; daarin wordt over de maagdelijke geboorte gezwegen. Misschien heeft het leerstuk deel uit gemaakt van de mondelinge leer, maar daar is ons niet van overgeleverd. Kortom, de maagdelijke geboorte kan niet worden bewezen, dan wel verworpen worden op basis van het N.T. buiten Mt. en Lc.
17. ↑  F.W.A. Korff: Christologie II, C.F. Callenbach N.V., Nijkerk 1941, p. 292
18. ↑  A. von Harnack: Das Apostolische Glaubensbekenntnis I, Haack, Berlijn 1904, S. 245
19. ↑  F.W.A. Korff: Christologie II, C.F. Callenbach N.V., Nijkerk 1941, p. 293
20. ↑  A. von Harnack: Das Apostolische Glaubensbekenntnis I, Haack, Berlijn 1904, S. 321f.
21. ↑  Maar bijv. niet de voornaamste der adoptionisten, Paulus van Samosata, deze onderschreef zonder meer de maagdelijke geboorte.
22. ↑  OrthodoxWiki: Arianism. Gearchiveerd op 17 april 2023.
23. ↑  Emil Brunner: The Mediator, Lutterworth Press, Londen 19496, pp. 322-323: "It is, of course, true that this idea [the docrine of the Virgin Birth] plays no part in the Christological conflicts of the Early Church. Even great heretics like Paul of Samosata accepted the Virgin Birth - in itself this is a sign how little this doctrine is apt to protect the precious treasure form being squandered."
24. ↑  F.W.A. Korff: Christologie II, C.F. Callenbach N.V., Nijkerk, p. 294 wijst erop dat ook de Socianen in de maagdelijke geboorte geloofden.
25. ↑  Genoemde Paulus van Samosata is ook de kerkelijke schrijver die de term 'wezenseen' introduceerde. De Kerk verwierp deze term aanvankelijk, om ze vervolgens later te accepteren als toetssteen van de rechtzinnigheid. Wederom een bewijs dat woorden en termen niet kunnen worden gebruikt als sjibboleth der orthodoxie, zie Homo-ousios. Gearchiveerd op 5 december 2022.
26. ↑  Van Niftrik, G.C. van Niftrik: Kleine Dogmatiek, G.F. Callenbach, Nijkerk 19473, p. 102 drukt zich hier wat ongelukkig uit: "Het is een feit, dat de geboorte uit de maagd Maria in het evangelie van Marcus en in dat van Johannes niet nadrukkelijk wordt vermeld. Ook Paulus en de overige brieven zwijgen erover." Hoe moet men het "niet nadrukkelijk" in de eerste zin interpreteren in het licht van de tweede zin: "Ook ... zwijgen erover"? Als Van Niftrik meent dat er teksten zijn in Mc. en Joh. die verwijzen naar de maagdelijke geboorte, dan dient het woord "Ook" waarmee de tweede zin begint te vervallen. Omdat Van Niftrik nergens in zijn boek verder melding maakt over teksten bij Mc. en Joh. die zouden verwijzen naar de maagdelijke geboorte, kan ik alleen maar vaststellen dat Van Niftrik meent dat er bij Mc. en Joh. geen spoor te vinden is over de maagdelijke geboorte.
27. ↑  Q (text). Gearchiveerd op 24 januari 2023.
28. ↑  Verder wordt er in de evangeliën van Matteüs en Lucas komt de wonderbare geboorte van Jezus Christus overigens ook niet meer aan de orde. Verg. G.C. van Niftrik: Kleine Dogmatiek, G.F. Callenbach, Nijkerk 19473, p. 102
29. ↑  Zie bijvoorbeeld Plutarchus, Alexander 2; Suetonius, Augustus 94. Vergelijk het artikel Miraculous births.
30. ↑  Van Niftrik wijst er evenwel op dat de joden afkerig staan t.o.v. mythen en dat het verhaal van de maagdelijke geboorte om die reden voor feitelijk moet worden gehouden, G.C. van Niftrik: Kleine Dogmatiek, G.F. Callenbach, Nijkerk 19473, pp. 101vv. Maar toch kleeft er aan de redenering van Van Niftrik een probleem: de jood Trypho wijst in de dialoog met Justinus Martyr (2e eeuw) de maagdelijke geboorte af vanwege haar mythologisch karakter. Omdat het jodendom kritisch staat tegenover mythen, is de maagdelijke geboorte volgens Trypho onecht, zie Justinus de Martelaar: Dialoog met Trypho, Cap. 67. Van Niftrik acht het verhaal dus niet mythologisch en 'echt' gebeurd, omdat het anders niet in de evangeliën zal zijn opgenomen. Trypho stelt dat het verhaal wel degelijk mythologische is en om die reden dus niet 'echt' is gebeurd. Conclusie: het argument van Van Niftrik kan niet als 'bewijs' gelden voor de historiciteit van de maagdelijke geboorte. Wel heeft Van Niftrik een punt als hij op pag. 107 aangeeft dat de verhalen van verwekkingen van godenzonen uit relaties tussen de goden en menselijke vrouwen sterk erotisch gekleurd zijn, het erotisch element ontbreekt in Mt. 1 en Lc. 1 volledig. Op die manier kan men betogen dat het mythologisch karakter op dat gebied ontbreekt. Gearchiveerd op 3 december 2022.
31. ↑  De Codex Sinaiticus Syriacus is de bekendste en lijkt in Mt. 1:16 te stellen dat Maria en Jozef de biologische ouders van Jezus zijn; in Lc. 2:5 wordt Maria de vrouw, i.p.v. de ondertrouwde vrouw, van Jozef genoemd. Hier staat echter wel tegenover dat het ontvangenisverhaal in Mt. 1:18vv. gewoon aansluit bij die van de 'orthodoxe' Griekse mss., datzelfde geldt ook voor het ontvangenisverhaal in Lc. 2, waar slechts het genoemde vers 5 afwijkt van meerderheidslezing in Griekse mss., zie voor de Engelse vertaling van de Codes Sinaiticus Syriacus, Agnes Smith Lewis: A Translation of the Four Gospels from the Syriac of the Sinaitic Palimpsest, Macmilland & Co., Londen, New York 1894
32. ↑  Verg. echter ook Sevenster, De Christologie van het Nieuwe Testament, Holland Uitgeversmaatschappij, A'dam, pp. 133-141, die niet onder de indruk is van de bewijsvoering tegen de maagdelijke geboorte op basis van deze lezingen in verschillende manuscripten.
33. ↑  E.P. Sanders (1993), Nederlandse vertaling: Jezus, mythe en werkelijkheid (1996), blz. 108-118, 164-195. Gerd Theissen en Anette Merz (2011), Der Historische Jesus. 4e druk. Blz. 111, 184, 482; Jens Schröter (2013): Jesus von Nazaret. Jude aus Galiläa - Retter der Welt, vijfde druk, Evangelische Verlagsanstalt, Leipzig, blz. 74-79.
34. ↑  William Barclay: The Plain Man Looks at the Apostles' Creed, Collins Fount Paperbacks 1979, pp. 84-85: "There is one thing to which all the New Testament writers hold, it is the full and complete humanity of Jesus" (84) en verwijst vervolgens naar Rom. 5:15-17; 8:3; 1 Tim. 2:5; Hebr. 2:17. Hij vervolgt: The supreme problem of the doctrine of the Virgin Birth is that it does quite undeniably differentiate Jesus from all men; it does leave us with an incomplete incarnation ..."
35. ↑  William Barclay: The Plain Man Looks at the Apostles' Creed, Collins Fount Paperbacks 1979
36. ↑  Verg. ook Gustaf Aulén: Ons Algemeen Christelijk Geloof, (uit het Zweeds vert. door J. Henzel,) H.J. Paris, A'dam 1927, p. 216: "Uit de geboorte van Jezus zonder medewerking van een man heeft de theologie de zondeloosheid van Jezus willen verklaren, en in elk geval het feit, dat geen erfzonde hem aankleefde. Maar het spreekt van zelf, dat deze 'verklaring' niets verklaart. Wil men werkelijk op deze wijze een verklaring zoeken, dan moet men natuurlijk konsekwent voortgaan en ook de 'erfzonde' bij Maria verwijderen." Aulén onderschrijft de maagdelijke geboorte overigens wel, maar wil niets weten van allerlei speculaties aangaande dit wonder.
37. ↑  H. Berkhof, Christelijk geloof. Kampen, 2007 (9e druk), 291.
38. ↑  Verg. G. Sevenster: De Christologie van het Nieuwe Testament, Holland Uitgeversmaatschappij, A'dam, p. 140; J. Simpson: De maagdelijke geboorte, in: Bijbel Handboek [onder red. van P. en A. Alexander], Kok, Utrecht 2017, p. 596
39. ↑  Zo ook G.C. van Niftrik: Kleine Dogmatiek, G.F. Callenbach, Nijkerk 19473, p. 101, die eveneens de verhalen omtrent de maagdelijke geboorte met biologie ontkent. Hij houdt overigens wel vast aan de 'feitelijkheid' van de maagdelijke geboorte.
40. ↑  Verg. echter Korff, Christologie II, Callenbach N.V., Nijkerk 1941, p. 303: "[O]p welk gebied zou zulk een wonder i.v.m. de wijze van Jezus' intreden in deze wereld zich anders moeten afspelen dan op het biologische?". Overigens wil Korff hiermee niet zeggen dat Jezus door geslachtsgemeenschap tussen God en Maria is voortgekomen. Zijn punt is dat alles wat zich op wereld afspeelt met het biologische van doen heeft.
41. ↑  "According to the faith of the Church, the Sonship of Jesus does not rest on the fact that Jesus had no human father: the doctrine of Jesus’ divinity would not be affected if Jesus had been the product of a normal human marriage. For the Sonship of which faith speaks is not a biological but an ontological fact, an event not in time but in God's eternity". J. Ratzinger, Introduction to Christianity. San Francisco, 2004, 274-275.
42. ↑  Verg. ook G. Sevenster: De Christologie van het Nieuwe Testament, Holland Uitgeversmaatschappij, A'dam, p. 140
43. ↑  De remonstrant E. Meijering stelt in Ja, dat ik (en wel hierom), Kok, Utrecht 2015, p. 46 dat "we er verstandiger aan doen om bij de vertelde wonderen af te vragen waarom ze worden verteld en wat ze willen uitdrukken. Belangrijk is in dit verband met de maagdelijke geboorte de woorden dat Jezus ontvangen is van de heilige Geest". Meijering laat min of meer in het midden of de maagdelijke geboorte "echt", d.i. zintuigelijk waarneembaar heeft plaatsgehad, maar legt, in de lijn van de moderne benadering van de bijbel, veel sterker de nadruk op het waarom. Daarin lijkt hij een vruchtbare middenweg te hebben gevonden in het gesprek tussen hen die wel en hen die niet in de maagdelijke geboorte geloven.
44. ↑  William Barclay: The Plain Man Looks at the Apostles' Creed, Collins Fount Paperbacks 1979, p. 84, citeert een Joodse spreuk van rabbi Simlai: "There are three partners in the production of any human being - The Holy One, blessed be he, the father and the mother." Op p. 83 citeert hij ook rabbi Simlai: "In the past Adam was created from the dust of the ground, and Eve was created from Adam. Henceforward its is to be 'in our image and after our likeness' - meaning that man will not be able to come into existence without woman, nor woman without man, nor both without the Glory of God".
45. ↑  William Barclay: The Plain Man Looks at the Apostles' Creed, Collins Fount Paperbacks 1979, p. 85: "So it is perfectly possible that this beautiful story is not talking about a physical and literal virgin birth ..."
46. ↑  E. Meijering: Ja, dat geloof ik (en wel hierom), Kok, Kampen 2015, pp. 45v.
47. ↑  E. Brunner: The Mediator, (uit het Duits vert. door O. Wyon,) Lutterworth Press, Londen 19496, pp. 322vv.